# Stepan Ġazaryan
Stepan Ġazaryan (in armeno Ստեփան Ղազարյան?, traslitterazione anglosassone: Stepan Ghazaryan; Erevan, 11 gennaio 1985) è un ex calciatore armeno, di ruolo portiere.